# Heteronyx substriatus
Heteronyx substriatus är en skalbaggsart som beskrevs av Macleay 1871. Heteronyx substriatus ingår i släktet Heteronyx och familjen Melolonthidae. Inga underarter finns listade i Catalogue of Life.